# Просяник Тамара Дмитрівна
Тама́ра Дми́трівна Прося́ник (18 грудня 1951 р.) — член Національної спілки журналістів України, організатор, головний редактор та видавець всеукраїнського тижневика «Інформаційний бюлетень».

## Біографія
Тамара Дмитрівна Просяник народилася у Кременчуці 18 грудня 1951 року.
Випускниця Ніжинського педагогічного інституту. Працювала вчителькою української мови СШ № 4.
Відома своєю боротьбою за незалежність України та розвиток демократії в Кременчуці та державі, керувала міськими організаціями Народного Руху України та Української республіканської партії (у 1993-1995 роках була головою Секретаріату партії), працювала в Києві під керівництвом Михайла Гориня, колишнього політв'язня, лідера УРП. Під час виборчої кампанії була довіреною особою у Кременчуці кандидата В'ячеслава Чорновола.
За рекомендацією співзасновника та секретаря Кременчуцької міського осередку «Украї́нська Ге́льсінська спі́лка» Олега Харченко, восени 1989 року була прийнята до лав організації.
А на весні 1990 року Т. Просяник була обрана головою та очолила вже Кременчуцьку міську організацію УГС. 
У 1990 р. Просяник оголосила тижневе голодування на площі Перемоги — вона вимагала, щоб над виконкомом підняли український прапор та знесли статую Леніна. 24 серпня 1990 року Кременчук став першим містом Лівобережної України, де підняли синьо-жовтий прапор.
20 березня 2003 року Генеральна прокуратура порушила кримінальну справу за фактом публікацій у ЗМІ, брошурах та інших виданнях матеріалів, що спрямовані на незаконний вплив на президента України з метою перешкодити виконанню ним службових обов'язків проти головного редактора кременчуцького опозиційного тижневика "Інформаційний бюлетень" Тамари Просяник та публікації від 5 грудня 2002 року "За голову Гії Гонгадзе мільйон доларів!".

## Нагороди та звання
- орден Княгині Ольги ІІІ ступеня (Указ Президента України  № 726/2008 від 19 серпня 2008 року)
- Звання «Почесний громадянин міста Кременчука» присвоєно рішенням ХІV (14) сесії Кременчуцької міської ради 27.09.2016 року за активну громадську діяльність, патріотизм, незламну боротьбу за справедливість та встановлення прав, свободи людини, велику пропагандистську діяльність серед населення, впровадження ідеалів незалежності і суверенітету в місті і в Україні[4][5][6].